# DJ Premier
Christopher Edward Martin (født 21. marts 1966 i Houston, USA), bedre kendt som DJ Premier (eller: Primo/Premo/Preem), er en amerikansk hip hop producer & DJ bosat i Brooklyn, New York. Hans karriere begyndte i 1989 i en gruppe kaldet The 1987-Founded Group. Senere startede han gruppen Gang Starr med sin makker Guru, hvor han opnåede stor popularitet.
Udover Gang Starr har Christopher Martin produceret for bl.a. Jay-Z, Nas, KRS-One, The Notorious B.I.G, Common, Big L, M.O.P., Jeru The Damaja, Royce da 5'9" og Pitch Black.

## Produktionsstil
Christopher Martin er kendt som en revolutionær i hip hop, da han var blandt de første til at sample lydbidder fra jazz. Mange inkarnerede hiphop-fans ser Christopher Martin og de to andre New York-baserede producere Pete Rock og RZA som skaberne af østkystlyden i halvfemserne.
Christopher Martins tidlige produktioner var baseret på enkle jazz- og tromme-loops, men i løbet af halvfemserne udviklede han sin produktionsstil, så han i stedet for kun at sample jazz, gik mere over til at sample 60'er- og 70'er-soul. Kendte navne som Stylistics, Curtis Mayfield, Supremes og Manhattans fik en kærlig behandling af Martins kyndige hænder, men også mere obskure orkesternavne blev taget i brug af DJ Premier. Et eksempel på dette er Gang Starr-nummeret "1/2 & 1/2", hvor et brudstykke af komponisten Jimmy Webb's komposition "Gymnast's Ballet" bruges til at skabe en stemningsfyldt- og yderst østkyst-klingende produktion.
Christopher Martins jævnlige brug af 70'er-soul samples resulterer ofte i beats med strygere og blæserinstrumenter, og i løbet af det nye årtusinde har mange producere prøvet at gøre Martins kunsten efter. En af hans mere kendte strygerproduktioner er Pitch Black-nummeret "It's All Real" fra 2004, hvor Martin klipper Moments-nummeret "When The Morning Comes" op til ukendelighed og skaber en neolegendarisk hardcore produktion.
På Christopher Martins senhalvfemser-beats er trommerne hårde og ofte en smule off-beat, og hans samples er ofte klippet, så de er svære at genkende i originalnumrene. Ofte undlader han at lægge bas på sine beats og lader i stedet bassen fra original-samplet "spille" uberørt. Det har dog været en nødvendighed at tilføre bas på enkelte samples, og (også) på disse beats viser Martin, at han bestemt er i besiddelse af et musikalsk øre, der sjældent ses.
Der vil ofte være meget lidt variation i Christopher Martin produktioner. Ofte vil det samme loop spille igennem hele nummeret, men Martin er en mester i finurlige break downs. Han holder sin produktionsstil meget enkel, og han gør aldrig brug af keyboards og synthesizers. Desuden benytter han stort ikke andre trommer end stortrommer, hihats og lilletrommer. Crashtrommer, tam tammer og lignende figurerer stort set ikke i hans produktioner. Dog benytter han med jævnlige mellemrum koklokker og ringeklokker i sine produktioner.
Christopher Martin brug af samples er med til at give hans produktioner et organisk præg, og selv om mange af nutidens producere sværger til brug af keyboards og computere, benytter Martin stadigvæk sin Akai MPC (Music Production Center) til at klippe samples og spille trommer på.

## Wordcuts
Christopher Martin er udover at være en yderst respekteret producer, også kendt som revolutionær inden for DJ'ing/turntablism. På mange af de numre han producerer, står han også for scratch på omkvædsdelene. Her benytter han lydbidder fra film og andre rappere til at skabe et nyt kontekst. Et eksempel på dette er Mos Def-nummeret "Mathematics", hvor han benytter følgende wordcuts til at skabe et omkvæd:
"The Mighty Mos Def..." (fra Mos Def's "Body Rock"),
"It's simple mathematics" (fra Fat Joe's "John Blaze"),
"Check it out" (Lady of Rage på Snoop Doggs "For All My Niggaz & Bitches"),
"I revolve around science..." (fra Ghostface Killahs vers på Raekwons "Criminology"),
"What are we talking about here..." (fra filmen "Ghostbusters"),
"Do your math.." (fra Erykah Badu's "On & On"), og
"One, two, three, four" (fra James Brown's "Funky Drummer")
Christopher Martin scratcher ofte i wordcut'sne. Dvs. han kører pladetallerkenen frem og tilbage og lader til sidst wordcuttet spille, så det ligger fuldstændigt synkroniseret med takten. Et eksempel på dette er på nummeret "She Knows What She Wants" fra det legendariske Gang Starr-album Moment Of Truth, hvor han benytter to wordcuts fra andre rappere, som hhv. siger "It's the lesson where I learned" og "It's going down". Her scratcher han i worcuts'ne, så de siger: "It..it...it...it's...it's the lesson....lesson where I learned, it..it..it's going down". Han scratcher i "It's the lesson where I learned" i en halv takt og lader til sidst wordcuttet spille så "learned" falder præcist på lilletrommen.

## Pladeselskaber
Christopher Martin startede i 2002 pladeselskabet "Year Round Records". Navnet indikerer, at Martin altid arbejder. Selskabet er et indie-selskab, og Martin har ingen intentioner om kommerciel succes, og han bruger også kun selskabet som et springbræt for talentfulde, men forholdsvist ukendte rappere. Navne som NYG'z og Blaq Poet har f.eks. skrevet kontrakt med selskabet.
Netop Martins talent for at bringe nye raptalenter frem i søgelyset kan spille en vigtig faktor i pladeselskabets fremtid. I halvfemserne var han villig til at tage chancer med rappere, som andre producere ikke turde tage chancer med. Navne som M.O.P., Freddie Foxxx/Bumpy Knuckles og Jeru The Damaja blev alle taget under Martins vinger, og i dag er de alle yderst respekterede navne i hip hop. Navne som Nas og Jay-Z, som senere har fået kæmpe kommerciel succes, rappede også over Martin-beats i starten af deres karrierer, og især Jay-Z, som senere har haft kæmpehits med numre som bl.a. "99 Problems" og "Change Clothes", fik stor opmærksomhed med sine Martin-samarbejder "D'evils", "A Million And One" "Rhyme No More" m.fl. i midten af halvfemserne.

## Diskografi
Hele album produceret
- Gang Starr – No More Mr. Nice Guy (1989)
- Gang Starr – Step in the Arena (1991)
- Gang Starr – Daily Operation (1992)
- Gang Starr – Hard to Earn (1994)
- Jeru the Damaja – The Sun Rises in the East (1994)
- Jeru the Damaja – Wrath of the Math (1996)
- Gang Starr – Moment of Truth (1998)
- Gang Starr – Full Clip: A Decade of Gang Starr (1999)
- Gang Starr – The Ownerz (2003)
- Bumpy Knuckles & DJ Premier - The Kolexxxion (2012)
- Prhyme – Prhyme (deluxe edition) (2015)
- Phryme – Phryme 2 (2018)
- Gang Starr – One of The best yet (2019)